# Year Zero
Year Zero (englisch für „Jahr Null“) ist das fünfte reguläre Studioalbum von Trent Reznors Musikprojekt Nine Inch Nails. Es erschien am 13. April 2007 in Europa und am 17. April 2007 in den USA über Interscope Records. Als Singles wurden die Lieder Survivalism und Capital G ausgekoppelt.
Year Zero ist ein Konzeptalbum, das eine dystopische Gesellschaft im Jahre 2022 ausmalt. Dies geschieht nicht nur mittels der Musik, der Songtexte oder des Artworks des Albums, sondern auch in erheblichem Maße durch ein, von der Firma 42 Entertainment entwickeltes Alternate Reality Game. Hierfür wurden im Vorfeld der Veröffentlichung verschiedene Rätsel und Hinweise auf Konzerten, Bandmerchandisings und im Internet platziert.
Mit Y34RZ3R0R3M1X3D („Year Zero Remixed“ in Leetspeak) erschien noch im November 2007 ein Remixalbum zu Year Zero.
Im September 2010 wurde gar eine Fernsehserie für HBO über das Konzept von Year Zero angekündigt, die von Lawrence Bender produziert und Reznor und Daniel Knauf entwickelt werden soll, jedoch bisher nicht realisiert wurde.

## Aufnahme
Für Reznors Verhältnisse war der Zeitraum zwischen der Veröffentlichung von Year Zero und dem Vorgängeralbum With Teeth mit knapp zwei Jahren ungewöhnlich kurz. Die vorherigen Nine-Inch-Nails-Studioalben erschienen etwa im Fünf-Jahres-Rhythmus. Wie gewöhnlich übernahm Reznor den Großteil des Songwriting- und Aufnahmeprozesses alleine und nahm nur selten die Hilfe von Studiomusikern in Anspruch.
Mit den Aufnahmen zu Year Zero begann er im September 2006. Zu diesem Zeitpunkt waren Nine Inch Nails noch auf der Tour zu With Teeth unterwegs.

„[…] ich habe schon auf der ‚With Teeth‘-Tournee an der neuen Platte gearbeitet. Vieles habe ich damals in Hotelzimmern, Backstage und auf Busfahrten aufgenommen. […] Die Ergebnisse klangen besonders. Ich konnte nicht einfach ein Schlagzeug aufnehmen, weil es keines gab. Ich hatte meistens nichtmal eine Gitarre.“

Die Texte entstanden hingegen erst nach Ende der Tour. Reznor hatte laut eigener Aussage zunächst keine genaue Vorstellung davon, wo er das Album textlich und thematisch ansiedeln sollte.

„Ich weiß schon länger, dass ich keine Texte auf Tour schreiben kann. Ich brauche dafür Zeit, ich muss mich in die Songs hineindenken. […] Das ganze Experiment begann mit einem Geräusch auf meinem Laptop, das mich in einen kurzen Tagtraum über das Ende der Welt zog. Diese Idee walzte ich aus.“

Das Resultat steht schließlich im Gegensatz zu seinem vorherigen Schaffen, bei dem die Texte stets eher introspektiv waren.

## Musikalischer Stil

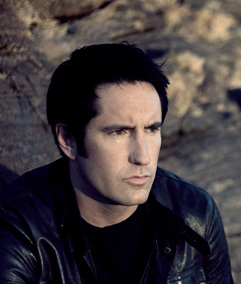
Pressefoto von Trent Reznor (2008)

Bedingt durch die Limitierung im Songwritingprozess entstand ein Großteil der Musik direkt am Laptop. Reznor sprach davon, dass sie eher wie eine „Soundcollage“ klingen würde und „viel Spielerei“ darin zu finden sei.
Keyboards und Drumcomputer dominieren den Klang des Albums, „während die Gitarren höchstens als Farbtupfer im spartanischen, effizient arrangierten Klangskelett eingesetzt werden.“ Einzig im Lied Capital G kommen zusätzlich noch einige klassische Orchesterinstrumente wie Trompete, Saxophon und Posaune zum Einsatz.
Die Stimme von Reznor wird als „unverwechselbar“ und „emotional“ beschrieben; sie variiert dabei „zwischen wütenden Hooklines, finsterem Flüstern und Flehen“.
Pitchfork vergleicht die Lieder Vessel, My Violent Heart und insbesondere das Ende von The Great Destroyer mit Merzbow und The Bomb Squad – dem langjährigen Produzententeam von Public Enemy. In einem Interview nannte Reznor die frühen Werke von Public Enemy tatsächlich als eine Inspirationsquelle für das Album.
Mit Hyperpower! und Another Version of the Truth enthält das Album auch wieder zwei rein instrumentale Stücke. Auf dem Vorgänger With Teeth gab es keine – ganz im Gegensatz zu dessen Vorgängeralbum The Fragile, das gleich mehrere Instrumentalstücke enthielt.

## Die Rahmenhandlung
Die Geschichte zu Year Zero spielt in den USA im Jahr 2022, als eine fundamental-christliche Regierung nach terroristischen Anschlägen auf das Land an die Macht gekommen ist. Anlässlich der „Wiedergeburt“ des Landes, wird der Kalender auf das Jahr Null zurückstellt (angelehnt an historische Kalender-Änderungen, beispielsweise durch die Roten Khmer oder die Französische Revolution). Innerhalb dieses Szenarios erfährt man, auf einer Reihe von verschiedenen Websites, Details der fiktiven Zukunft aus unterschiedlichen Perspektiven.
In den Medien wurde dies zum Teil als „virale Marketingkampagne“ bezeichnet; ein Ausdruck mit dem Reznor nicht besonders glücklich war:

“The term ‘marketing’ sure is a frustrating one for me at the moment. What you are now starting to experience IS ‘year zero’. It's not some kind of gimmick to get you to buy a record -- it IS the art form … and we're just getting started. Hope you enjoy the ride.”

„Der Ausdruck ‚Marketing‘ ist für mich sicherlich etwas frustrierend im Moment. Was ihr nun beginnt zu erfahren IST ‚year zero‘. Es ist nicht irgendeine Art Spielerei, um euch dazu zu bringen das Album zu kaufen – es IST die Kunstform … und wir fangen gerade erst an. (Ich) hoffe, ihr genießt die Fahrt.“

Seine düstere Zukunftsvision wollte Reznor explizit als Kritik an der Bush-Administration verstanden wissen. Es sollte „ein Konzeptalbum gegen die Politik von George W. Bush“ sein, das den Präsidenten jedoch nicht direkt anspricht, „sondern die Probleme […] auf einer höheren Ebene“ verhandelt. Es sei zwar „gut, dass es Leute wie Michael Moore gibt, aber meine Form der Kritik sieht anders aus“, so Reznor in einem Interview.
Bei der Entwicklung des Konzepts erinnerte sich Reznor an die Marketingkampagne zum Film A.I. – Künstliche Intelligenz von Steven Spielberg, bei der ebenfalls ein Alternate Reality Game eingesetzt wurde. Die Firma 42 Entertainment, dessen Mitarbeiter Jahre zuvor das A.I.-Projekt gestalteten, wurde für die Umsetzung der Ideen engagiert.
In der Presse gab es größtenteils Lob für das Konzept, beispielsweise schrieb der Rolling Stone, dass das Year-Zero-Projekt „viel cooler“, als das zur Fernsehserie Lost sei.
Die Rahmenhandlung und Songtexte wurden vom Schriftsteller Mario Osterland auf wiederkehrende Elemente und Motive hin analysiert und als „apokalyptische Erzählung“ charakterisiert, die erkennbar in der Tradition der Offenbarung des Johannes, sowie Romanen wie Aldous Huxleys Schöne neue Welt (1932) oder George Orwells 1984 (1948/49) steht.

## Die digitale Schnitzeljagd

### I am trying to believe
Die „digitale Schnitzeljagd“ begann am 12. Februar 2007 mit einem Band-T-Shirt, auf dem einige Buchstaben der aufgedruckten Tourdaten hervorgehoben waren. Sie ergeben den Satz.“I am trying to believe” (deutsch: „Ich versuche zu glauben“) Auf der Internetseite iamtryingtobelieve.com fand man erste Informationen zur Hintergrundgeschichte.
So wurde laut dieser Website seitens der US-Regierung eine Droge namens Parepin in das Trinkwasser gemischt, um die Gedanken der Bevölkerung zu kontrollieren, unter dem Vorwand, es sei ein Mittel zur Stärkung des Immunsystems gegen biologische Terrorangriffe. Dies soll zudem im Zusammenhang mit einer vielfach auftretenden Erscheinungen einer aus dem Himmel kommenden Hand (genannt The Presence; dt. die Präsenz; die Anwesenheit) stehen.
Es war auch eine E-Mail-Adresse angegeben, über die man den Betreiber der Seite kontaktieren konnte. Tat man dies, erhielt man per Autoreply eine Nachricht, in der der Betreiber seine Anschuldigungen gegen die Regierung revidiert.

### Weitere Websites
Etwa 30 Webpräsenzen, die die Geschichte um Year Zero aus verschiedenen Perspektiven weitererzählten, wurden zwischen Februar und April 2007 entdeckt. So gab es beispielsweise eine Gedenkseite für die Opfer eines Terrorangriffs auf Los Angeles, Websites von Kirchen und Militäreinheiten oder auch Seiten, die zum Widerstand gegen die Regierung unter dem Motto „Art is Resistance“ (dt. „Kunst ist Widerstand“) aufrufen.
Die Seite anotherversionofthetruth.com sieht hingegen auf den ersten Blick nach einer Propagandaseite des fiktiven „US Bureau of Morality“ aus, wenn man jedoch mit geklicktem Mauszeiger über das Bild fährt, wird deutlich, dass es sich auch hier um ein Webangebot des Widerstandes handelt.

### Auf Konzerten gefundene USB-Sticks
Während eines Konzerts der Band in Lissabon wurde auf einer Toilette ein USB-Stick gefunden, der das Lied My Violent Heart im MP3-Format enthielt. Weitere USB-Sticks mit den Liedern Me, I’m Not und In This Twilight wurden wenig später in Barcelona beziehungsweise Manchester gefunden. Diese absichtlich platzierten Leaks machten Fans der Band im Internet zugänglich, woraufhin die RIAA – der Verband der Musikindustrie in den USA – ironischerweise die Löschung dieser Dateien forderte.
Die letzten Sekunden der geleakten Version von My Violent Heart zeigen in einem logarithmischen Spektrogramm ein Bild von The Presence. Auf dem USB-Stick in Barcelona war neben dem Lied Me, I’m Not noch eine zweite Datei namens 2432.mp3 mit statischem Rauschen, welche eine im Spektrogramm sichtbare Telefonnummer enthielt, die ihrerseits auf eine der vielen Websites verweist. Auf dem Album ist dieses Rauschen dann nicht mehr am Ende von My Violent Heart, sondern am Ende von The Warning, dessen textlicher Inhalt sich ebenfalls auf The Presence beziehen lässt.

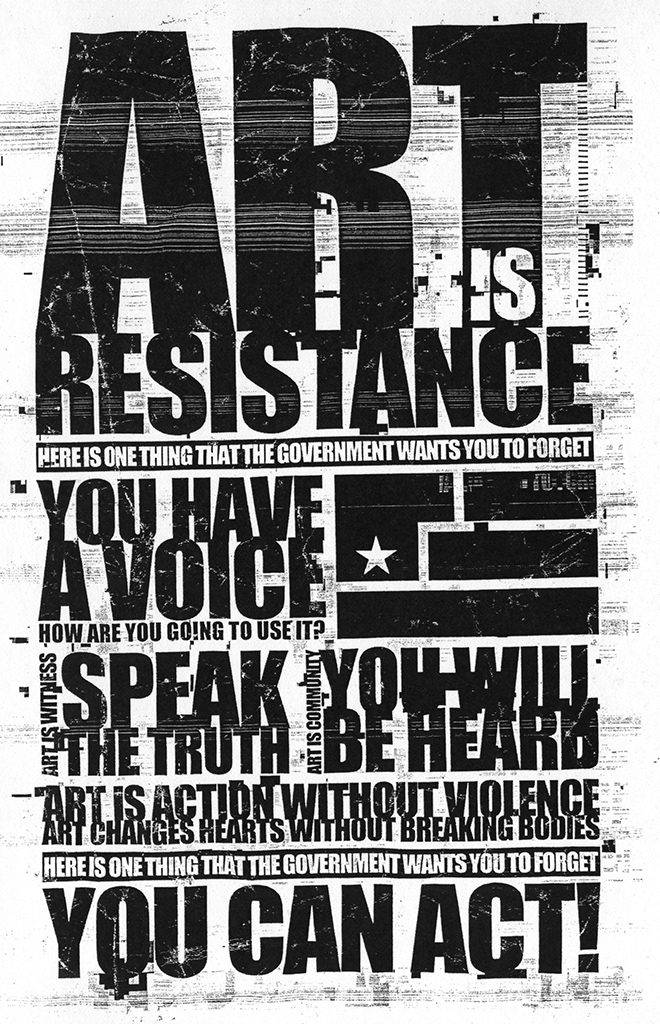
„Art is resistance“
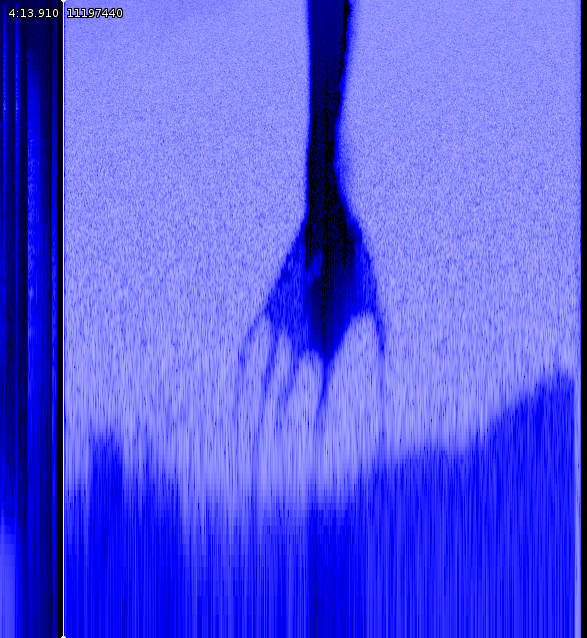
The Presence im Spektrogramm der geleakten Version von My Violent Heart / der Albumversion von The Warning
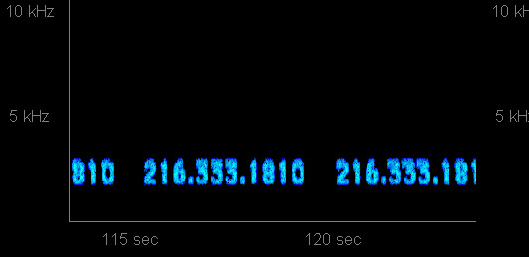
Verborgene Telefonnummer im Spektrum von 2432.mp3

## Vorabveröffentlichung im Internet
Etwa eine Woche bevor das Album auf Tonträger im Handel erschien, ließ es sich komplett und kostenfrei im Stream auf der Website der Band oder bei Myspace anhören – eine Reaktion Reznors auf den in seinen Augen fehlgeleiteten Umgang seitens der Plattenfirmen mit der Urheberrechtsproblematik:

„Die Plattenfirma ist sicherlich nicht froh darüber. Sie verstehen nicht, was ich gerade mache. […] Ich werde sogar das gesamte Album in seinen einzelnen Aufnahmespuren veröffentlichen, mit denen die Leute dann ihre eigenen Versionen der Songs basteln können. […] Und vor allem demontiert es diesen Schwachsinn, dass Musik nur uns Künstlern gehört. Diesen Copyright-Kram… Fuck all that! Es ist Musik. Es ist dafür da entdeckt zu werden und geteilt.“

Year Zero war dann auch das letzte Studioalbum von Nine Inch Nails, das bei Interscope Records erschien. Spätere Veröffentlichungen erschienen auf dem von Trent Reznor selbst neu gegründeten Label The Null Corporation.

## Artwork
Art-Director für das Album war Trent Reznors Freund Rob Sherdian. Das Albumcover zeigt ein Bild von The Presence vor einem Hügel. Aufgenommen ist das blaustichige Bild aus der Perspektive eines Beifahrers in einem Auto.
Eine Besonderheit birgt die Oberfläche der CD selbst. Sie hat eine temperatursensitive Beschichtung, so dass sich die Farbe des Mediums beim Erwärmen (etwa durch längere Berührung oder das Abspielen in einem CD-Spieler) von braun nach weiß ändert. Die dann erst gut sichtbare Beschriftung zeigt einige Gruppen von Binärziffern, die durch Umwandlung in das ASCII-Format auf eine weitere Internetseite verweisen.
Der Aufpreis für diese besondere Beschichtung betrug laut Reznor 83 Cent pro CD; trotzdem wurde für das Album teilweise ein viel höherer Aufschlag verlangt, was zu Differenzen zwischen Reznor und seiner Plattenfirma führte.
Zum Artwork gehört auch ein 24-seitigen Booklet mit den Songtexten. Darüber hinaus ziehen einige weitere Gimmicks Querverweise zur Hintergrundgeschichte des Albums; wie beispielsweise ein Hinweiszettel des United States Bureau of Morality mit dem Aufruf “be a patriot – be an informer!” (deutsch: „Sei ein Patriot – sei ein Informant!“) mit entsprechender Telefonnummer zur Anzeige „subversiver Taten oder Gedanken“.

## Rezensionen
Die Kritiken zu Year Zero fielen positiv bis gemischt aus. Bei Metacritic erhielt das Album eine Wertung von 76 % als Durchschnitt aus 28 professionellen Rezensionen sowie das Prädikat Generally favorable (dt. ‚Grundsätzlich positiv‘).
Großes Lob bekommt das Album beispielsweise von Allmusic, wo Year Zero viereinhalb von fünf Punkten erhielt. Der Sound des Albums wird als „experimentierfreudig, voller Dynamik, Spannung und Charakter“ bezeichnet. Besonderes Lob erhält das „schlichtweg bewegende ‚Zero-Sum‘, welches das Album beendet“. Zusammenfassend schreibt Allmusic, dass Year Zero das beste Nine-Inch-Nails-Album seit dem 1994 erschienenen The Downward Spiral sei.
Ähnlich positiv äußerte sich Plattentests.de, das dem Album neun von zehn Punkten gab. Insbesondere die „rhythmische Prägnanz“ und die „gelenkigen Refrains“ des Albums werden positiv herausgestellt. Durch die „meisterliche Choreographie von Klängen, Stimmen und Rhythmen“ reagiere der „Parasympathikus mit Angstschweiß und Gänsehaut.“
NMW bewertete das Album mit fünf von zehn Punkten hingegen nur durchschnittlich. Das Album sei zu langatmig und ähnele zu sehr den ambientlastigen Stücken von The Fragile, wobei als Ausnahmen mit gelungenen Melodien die Stücke Survivalism, Capital G und God Given genannt werden. Zudem wird bemängelt, dass die eigentlich gut zusammengestellte Liveband auf dem Album zu selten eingesetzt werde.
Das deutschsprachige Musikmagazin Visions gab dem Album die Note 7,8 von 12. Laut der Albumkritik lassen sich zwar „unter den 16 Titeln zwangsläufig ein paar finden, die weniger berstend, bestürzend, fiebernd oder mitreißend“ seien, demgegenüber stünden „aber auch weit mehr als eine Handvoll Songs, die unmittelbar diese fiese Freude an einer audiophilen Paranoia erzeugen, wie man sie sich von einer Nine-Inch-Nails-Platte wünscht.“
Die Rezension auf vampster.com ergänzt, dass das Album zwar kaum „eingängige Hits“ wie Closer oder „zerbrechliche Gebilde“ wie Hurt enthalte, stattdessen jedoch „die Mannschaft der Star“ sei.

## Charts
Das Album schaffte es auf Platz zwei der US-amerikanischen Albumcharts und verkaufte 187.000 Einheiten in der ersten Woche. In Deutschland und Großbritannien kam es jeweils auf Platz sechs, in Österreich auf Platz vier und in der Schweiz auf Platz 13. Auch in Ländern wie Australien, Kanada, Finnland und Schweden schaffte es Year Zero in die Top-10 der nationalen Albumcharts.
Der ersten Single Survivalism gelang der Sprung auf Platz 28 der britischen Singlecharts. In den USA schaffte das Album, neben Platz 68 in den Billboard Hot 100, Platz 1 in den Billboard Modern Rock Tracks. Damit war es bereits die vierte Nine-Inch-Nails-Single am Stück, die es auf Platz eins dieser Charts schaffte.
Capital G, die zweite Single des Albums, wurde eher zu Promozwecken ausgekoppelt; es gab kein Musikvideo und keine freiverkäuflichen Singles im CD-Format. Dementsprechend gab es auch kaum nennenswerte Charterfolge.

## Beteiligte Musiker
- Trent Reznor – Gesang, Gitarre, Bass, Schlagzeug, Keyboard, Produktion
- William Artope – Trompete auf Capital G
- Matt Demeritt – Tenorsaxophon auf Capital G
- Josh Freese – Schlagzeug auf Hyperpower! und Capital G
- Jeff Gallegos – Blechbläser-Arrangement, Baritonsaxophon auf Capital G
- Doug Trantow – Aufnahmetechnik
- Brian Gardner – Mastering
- Elizabeth Lea – Posaune auf Capital G
- Alan Moulder – Mix
- Atticus Ross – Produktion, Sounddesign
- Saul Williams – Hintergrundgesang auf Survivalism und Me, I’m Not

## Performance 2007
Die Tour zum Album wurde schlicht „Performance 2007“ genannt. Insgesamt spielten Nine Inch Nails im Rahmen der Tournee 76 Konzerte zwischen Februar und September 2007. Tourauftakt waren noch vor Veröffentlichung von Year Zero im April drei Konzerte im portugiesischen Lissabon zwischen dem 10. und 12. Februar 2007. Hier wurde auch der erste USB-Stick mit dem Song My Violent Heart gefunden. Das letzte Konzert fand in Honolulu auf Hawaii statt, welches zugleich das einzige Konzert in den Vereinigten Staaten war, da Nordamerika im Rahmen der vorherigen Live: With Teeth Tour mit 131 Konzerten bereits intensiv bespielt worden war.
Nine Inch Nails traten, neben dem Abschlusskonzert in Honolulu, während der „Performance 2007“-Tournee insgesamt 58-mal in Europa, zehnmal in Asien und siebenmal in Australien auf. Die Band spielte dabei in folgender Besetzung:
- Trent Reznor – Gesang, Gitarre, Keyboard, Tamburin, Mbira
- Aaron North – Gitarre, Keyboard, Backgroundgesang
- Jeordie White – Bass, Gitarre, Keyboard, Backgroundgesang
- Alessandro Cortini – Keyboard, Programming, Gitarre, Backgroundgesang
- Josh Freese – Schlagzeug

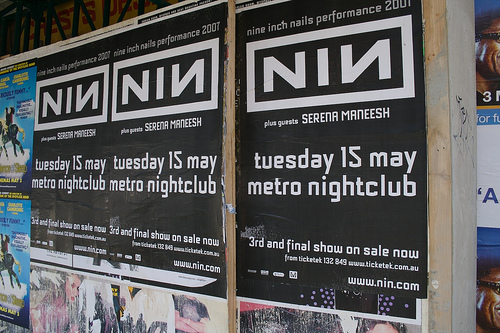
Tourposter 2007
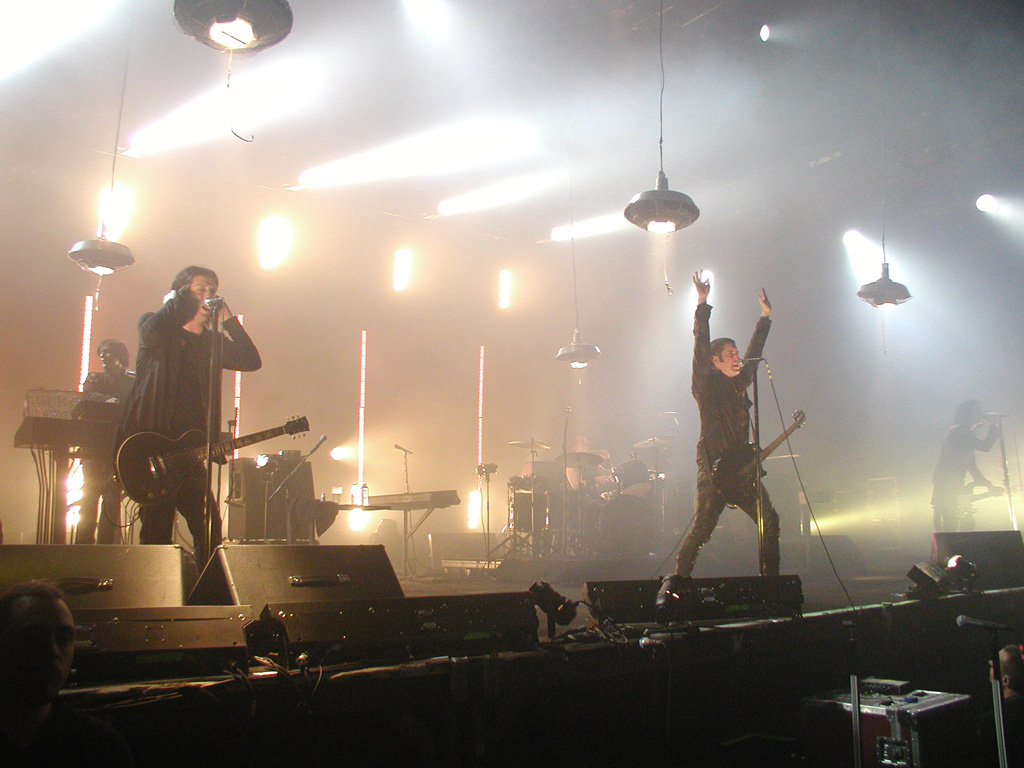
Livekonzert in München
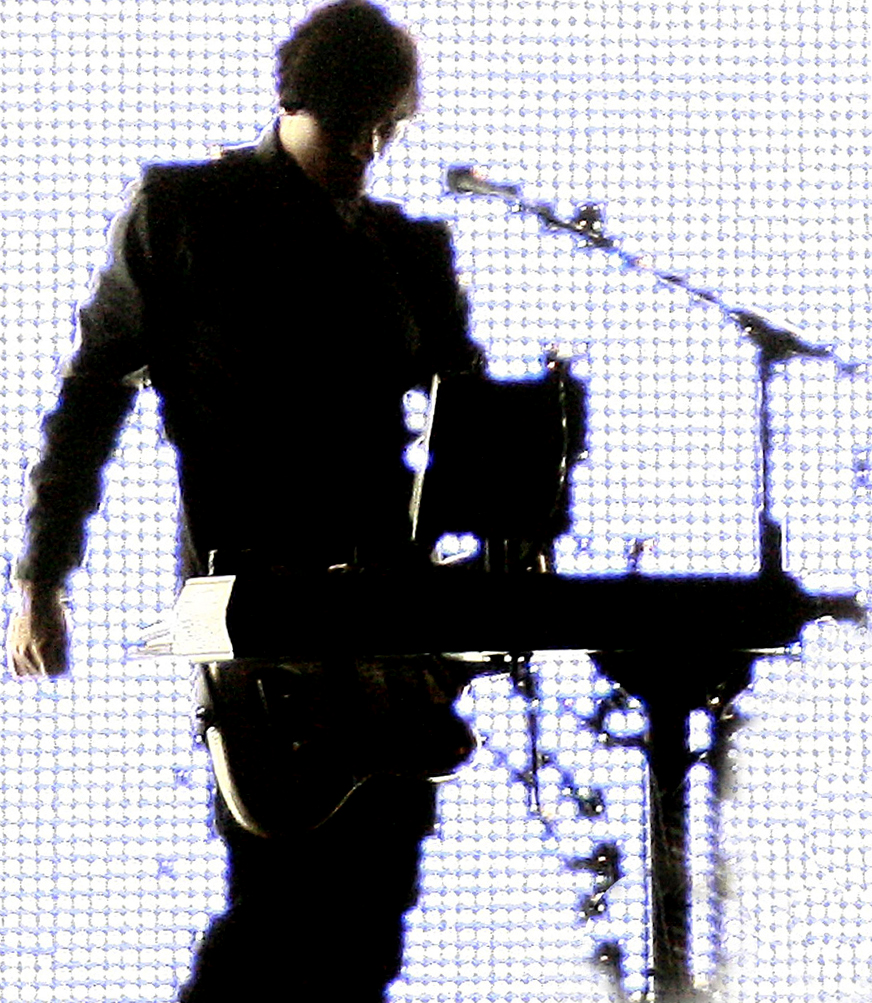
Alessandro Cortini
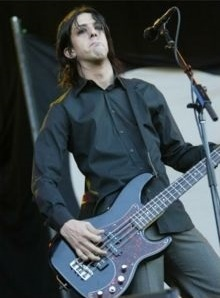
Jeordie White